# Polska szkoła matematyczna

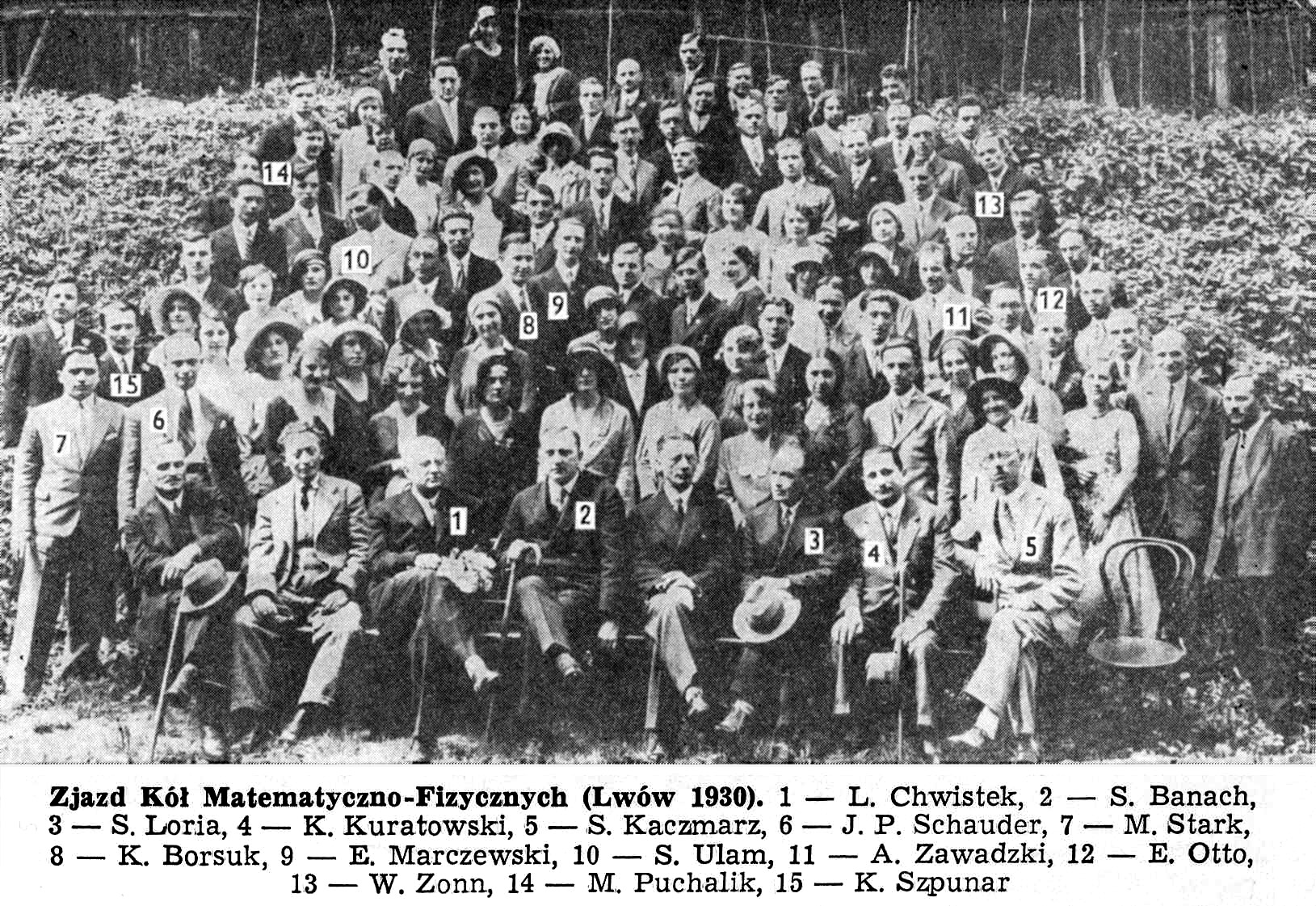
Polscy matematycy z lwowskiej szkoły matematycznej (1930)

Polska szkoła matematyczna – potoczne określenie środowiska matematyków działających w Polsce w latach 1918–1939  .

## Ośrodki
W jej skład wchodziły trzy skupiska uczonych:
- lwowska szkoła matematyczna, zajmująca się analizą funkcjonalną
- warszawska szkoła matematyczna, zajmująca się głównie teorią mnogości, logiką i topologią
- krakowska szkoła matematyczna, zajmująca się teorią równań różniczkowych i funkcji analitycznych oraz geometrią różniczkową.

## Historia

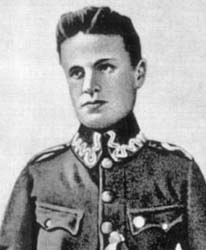
Zygmunt Janiszewski, inicjator polskiej szkoły matematycznej.

W 1915 roku w Warszawie wznowiona została działalność Uniwersytetu Warszawskiego oraz Politechniki Warszawskiej. Matematycy skupieni w tych uczelniach stworzyli wkrótce silne środowisko naukowe zajmujące się badaniami nad teorią mnogości, topologią oraz ich zastosowaniami. Wiodącymi warszawskimi matematykami byli w tym okresie Zygmunt Janiszewski, Stefan Mazurkiewicz oraz Wacław Sierpiński wokół, których skupiła się grupa uczniów Kazimierz Kuratowski, Bronisław Knaster, Stanisław Saks, Antoni Zygmund, Alfred Tarski, Kazimierz Zarankiewicz, Zygmunt Zalewasser i inni .
W 1918 roku w polskim czasopiśmie naukowym „Nauka Polska” ukazał się napisany przez Zygmunta Janiszewskiego w 1917 roku artykuł O potrzebach matematyki w Polsce, który odbił się szerokim echem w polskim środowisku matematycznym; głównie warszawskim. Autor zanalizował w nim stan ówczesnej matematyki polskiej, wykazał jej niedostatki wskazując środki zaradcze i przedstawiając warunki konieczne do jej rozwoju. Zaproponował również skupienie się na wybranych zagadnieniach matematycznych: podstawach matematyki, teorii mnogości oraz logice, a także wysunął propozycję utworzenia specjalistycznych czasopism wydawanych w językach uznanych w tej dyscyplinie za międzynarodowe (angielski, francuski, niemiecki i włoski), które byłyby forum wymiany myśli związanych z tą problematyką . Artykuł Janiszewskiego stał się dla środowiska polskich matematyków rodzajem „programu ideowego” według, którego wkrótce nastąpiły w Polsce znaczne zmiany w organizacji nauczania oraz metodyki badania zagadnień naukowych .
Po zakończeniu I wojny światowej i odrodzeniu się państwa polskiego w kształcie II Rzeczypospolitej doszło do realizacji tych postulatów. W jego realizację zaangażowały się najważniejsze ośrodki naukowe w międzywojennej Polsce – Warszawa, Kraków, Lwów oraz Wilno. Partycypowali w tym matematycy skupieni wokół wiodących uniwersytetów oraz uczelni technicznych, a także w różnych towarzystwach naukowych o profilu matematycznym. W 1920 roku w Warszawie ukazał się pierwszy numer branżowego pisma matematycznego Fundamenta Mathematicae, które jednocześnie było pierwszym na świecie specjalistycznym czasopismem matematycznym . W numerze tym oprócz wybranych prac polskich matematyków ukazał się również nekrolog Zygmunta Janiszewskiego, który nie doczekawszy tego wydarzenia zmarł w tym samym roku podczas pandemii grypy hiszpanki we Lwowie . Według postulatów Janiszewskiego utworzono również warszawski ośrodek matematyczny nazywany później warszawską szkołą matematyczną.
Podobne ośrodki powstały także we Lwowie oraz w Krakowie, które również wydawały swoje własne pisma poświęcone zagadnieniom matematycznym. We Lwowie już 14 kwietnia 1918 roku powstało Polskie Towarzystwo Matematyczne we Lwowie . Wiodącymi matematykami lwowskimi, którzy wzorem Warszawy utworzyli lwowską szkołę matematyczną byli działacze tego towarzystwa Józef Puzyna, Hugo Steinhaus oraz Stefan Banach. Lwowska szkoła zajmowała się analizą funkcjonalną. Do grona wybitnych uczniów z nią związanych należeli Stanisław Ulam, Stanisław Mazur oraz Władysław Orlicz. Lwowska szkoła matematyczna wydawała od 1929 roku we Lwowie czasopismo Studia Mathematica  .
Kolejny, trzeci ośrodek, krakowska szkoła matematyczna, powstał w Krakowie i skupiał matematyków działających w środowisku Uniwersytetu Jagiellońskiego oraz Akademii Górniczej w Krakowie. Krakowscy matematycy 2 kwietnia 1919 roku zarejestrowali Towarzystwo Matematyczne i po odrodzeniu polskiej państwowości dążyli do utworzenia Polskiego Towarzystwa Matematycznego, które działałoby w skali ogólnopolskiej co udało się urzeczywistnić rok później. Zajmowali się oni równaniami różniczkowymi oraz geometrią różniczkową. Wybitnymi przedstawicielami tej szkoły byli Kazimierz Żórawski oraz Stanisław Zaremba . Środowisko krakowskie wydawało periodyk matematyczny pt. „Rozprawy Polskiego Towarzystwa Matematycznego”.
Mniejszy oraz mniej znany ośrodek naukowy związany z matematyką działał również w Wilnie. Na Uniwersytecie Wileńskim matematykami zaliczanymi do polskiej szkoły matematycznej byli w Antoni Zygmund oraz Józef Marcinkiewicz.
Niektórzy uczeni wymieniają również poznańską szkołę matematyczną. Z Uniwersytetem im. Adama Mickiewicza w Poznaniu związani byli polscy matematycy, którzy w 1933 roku złamali szyfr Enigmy – Marian Rejewski, Henryk Zygalski oraz Jerzy Różycki. Ich osiągnięcia były mniej znane ponieważ ich praca objęta była tajemnicą państwową. Współpracowali oni z polskim wywiadem, a później byli pracownikami poznańskiej delegatury nr 4 Biura Szyfrów. Stworzenie tej szkoły w okresie powojennym związane jest z nazwiskiem Władysława Orlicza .